# 40 ó 20
40 ó 20 fue un dating show chileno, producido y transmitido por Canal 13. El programa consistió en que un grupo de hombres, entre 20 y 60 años, una mitad de 20 años o más ("veinteañeros") y la otra de alrededor de 40 años o más ("cuarentones"), intentaran, mediante diversas competencias y citas, conquistar a una mujer.
La mencionada mujer fue originalmente la actriz Jennifer Mayani, desde el comienzo del programa, el 22 de mayo, hasta el 19 de junio de 2011, cuando ingresó al programa la modelo Dominique Gallego por una serie de problemas (entre ellos, de sintonía), que logró conquistar a sus pretendientes en una semana, expulsando finalmente a la actriz del programa el 26 de junio.
Inicialmente conducido por Diana Bolocco, a partir de su episodio 19 fue animado por Karla Constant, debido a que Diana tenía a su cargo el programa Quién quiere ser millonario: alta tensión.

## Participantes
La Nanny, rol interpretado magistralmente por la actriz Cristina Reyes-Scott. Ella ayudaba a las presentadoras durante las competencias y cuidaba a la "Princesa".

### Protagonistas
Las mujeres que fueron el objeto de conquista de los participantes (llamadas "princesas") fueron:
- Dominique Gallego (Santiago, 5 de marzo de 1990) (21 años): modelo y promotora chilena. Participó en la segunda temporada del reality show Pelotón, de TVN. Luego de sus polémicas (entre las cuales se destaca haberse bañado en topless en un episodio, sólo con 17 años) y después de estar varios años lejos de las cámaras de televisión, en junio de 2011 regresó a la pantalla sorpresivamente como nueva protagonista del programa, logrando conquistar a los pretendientes en tan sólo una semana, expulsando a Jennifer Mayani y quedando como única princesa.[2] En un emocionante episodio, transmitido el 2 de noviembre, finalmente eligió al argentino José Luis Bibbó ("Joche") como su nueva pareja.

- Jennifer Mayani (Punta Arenas, 1979) (32 años): Actriz chileno-india radicada en Bollywood, que a pesar de tener una exitosa carrera profesional, aún no encuentra el amor. Se mantuvo en la India para encontrar marido, pero después de conocer —según ella— 400 hombres, no encontró al indicado para ser su pareja.[3] Fue la protagonista del programa desde su inicio, pero tras la llegada de Dominique Gallego, no logró mantenerse y fue eliminada por los concursantes.

### Pretendientes
| Pretendiente                                                         | Edad | Grupo       | Resultado                                           |
| -------------------------------------------------------------------- | ---- | ----------- | --------------------------------------------------- |
| José Luis "Joche" Bibbó - Modelo / Estudiante de educación física    | 27   | Veintiañero | Ganador el 2 de noviembre de 2011                   |
| Bernardo Borgeat - Modelo / empresario                               | 40   | Cuarentón   | 2.º lugar el 2 de noviembre de 2011                 |
| Uri Pakomio - Modelo / bailarín                                      | 24   | Veintiañero | 3.er lugar el 1 de noviembre de 2011                |
| José Luis "Junior Playboy" Concha - Operador de estación de servicio | 28   | Veintiañero | 22.º eliminado el 19 de octubre de 2011             |
| Carlos Saavedra - Empresario                                         | 36   | Cuarentón   | 21.er eliminado el 18 de octubre de 2011            |
| Ronny Munizaga - Exbailarín                                          | 33   | Cuarentón   | 20.º eliminado el 17 de octubre de 2011             |
| Enzo Corsi - Humorista                                               | 41   | Cuarentón   | 19.º eliminado el 10 de octubre de 2011             |
| Eduardo Cruz-Johnson - Expresentador de televisión                   | 54   | Cuarentón   | 18.º eliminado el 3 de octubre de 2011              |
| Walter Gauna - Cantante                                              | 21   | Veintiañero | 17.º eliminado el 25 de septiembre de 2011          |
| Matías Mohr - Estudiante de ADE                                      | 22   | Veintiañero | 16.º eliminado el 15 de septiembre de 2011          |
| Mariano Brozincevic - Modelo                                         | 30   | Veintiañero | 15.º eliminado el 7 de septiembre de 2011           |
| Maximiliano Castro - Productor de eventos                            | 28   | Veintiañero | Abandonó voluntariamente el 5 de septiembre de 2011 |
| Agustín Fuentes - Productor de eventos                               | 40   | Cuarentón   | 14.º eliminado el 28 de agosto de 2011              |
| Giordano Barrios - Modelo / Empresario                               | 25   | Veintiañero | 13.º eliminado el 21 de agosto de 2011              |
| Marco Dollenz - Pintor / DJ                                          | 42   | Cuarentón   | 12.º eliminado el 14 de agosto de 2011              |
| Milenko Karlezi - Administrador de discoteca                         | 42   | Cuarentón   | 11.º eliminado el 8 de agosto de 2011               |
| Patricio Valdenegro - Actor / Mago / Vedetto                         | 28   | Veintiañero | 10.º eliminado el 31 de julio de 2011               |
| Cristián Melo - Publicista                                           | 41   | Cuarentón   | 9.º eliminado el 24 de julio de 2011                |
| Philippe Trillat - Actor / Pintor                                    | 28   | Veintiañero | 8.º eliminado / Expulsado el 17 de julio de 2011    |
| Esteban Abdala - Comunicador audiovisual. Expresentador de la WWE    | 40   | Cuarentón   | 7.º eliminado el 10 de julio de 2011                |
| Diego Garay - Estudiante de educación física                         | 21   | Veintiañero | 6.º eliminado el 3 de julio de 2011                 |
| Óscar Peña - Mánager                                                 | 57   | Cuarentón   | Abandonó voluntariamente el 23 de junio de 2011     |
| Philip Muñoz - Empresario                                            | 30   | Veintiañero | Abandonó voluntariamente el 19 de junio de 2011     |
| Sergio Araneda - Cantante                                            | 58   | Cuarentón   | 5.º eliminado el 14 de junio de 2011                |
| Tomás Webbe - Ingeniero aeronáutico                                  | 26   | Veintiañero | 4.º eliminado el 9 de junio de 2011                 |
| Ramiro Tesoriere - Dueño de negocio                                  | 40   | Cuarentón   | 3.er eliminado el 31 de mayo de 2011                |
| Danny Muñoz - Estudiante de ingeniería química                       | 24   | Veintiañero | 2.º eliminado el 25 de mayo de 2011                 |
| Christian Appelt - Empresario                                        | 46   | Cuarentón   | 1.er eliminado el 23 de mayo de 2011                |

## Audiencia
| Horário                                                    | # Eps. | Estreno            | Estreno         | Final                  | Final           | Posición | Temporada | Medio |
| Horário                                                    | # Eps. | Data               | Primer capítulo | Data                   | Último capítulo | Posición | Temporada | Medio |
| ---------------------------------------------------------- | ------ | ------------------ | --------------- | ---------------------- | --------------- | -------- | --------- | ----- |
| Domingo - Jueves 22:20(mayo-julio) 23:15 (julio-noviembre) | 66     | 22 de mayo de 2011 | 23,4            | 2 de noviembre de 2011 | 23,8            | 1        | 2011      | -     |

## Competencia
| Pretendiente | Episodios | Episodios | Episodios | Episodios | Episodios | Episodios | Episodios | Episodios | Episodios | Episodios | Episodios | Episodios | Episodios | Episodios | Episodios | Episodios | Episodios | Episodios |
| Pretendiente | 2         | 3         | 4-6       | 7-9       | 10-11     | 12-16     | 17-19     | 20        | 23-25     | 26-28     | 29-31     | 32-34     | 35-38     | 39-42     | 43-46     | 47-50     | 51-54     | 55-57     |
| ------------ | --------- | --------- | --------- | --------- | --------- | --------- | --------- | --------- | --------- | --------- | --------- | --------- | --------- | --------- | --------- | --------- | --------- | --------- |
| Bernardo     | Gana      | Sigue     | Gana      | Sigue     | Gana      | Gana      | Gana      | Gana      | Sigue     | Sigue     | Gana      | Gana      | Gana      | Gana      | Sigue     | Nom.      | Gana      | Gana      |
| Carlos       | No estaba | No estaba | No estaba | No estaba | No estaba | No estaba | No estaba | No estaba | No estaba | No estaba | No estaba | No estaba | No estaba | No estaba | No estaba | No estaba | Nom.      | Nom.      |
| Eduardo      | Gana      | Sigue     | Gana      | Sigue     | Nom.      | Sigue     | Nom.      | Gana      | Sigue     | Sigue     | Sigue     | Nom.      | Sigue     | Sigue     | Sigue     | Nom.      | Sigue     | Nom.      |
| Enzo         | Gana      | Sigue     | Nom.      | Gana      | Sigue     | Sigue     | Gana      | Gana      | Sigue     | Nom.      | Nom.      | Gana      | Gana      | Nom.      | Gana      | Sigue     | Nom.      | Sigue     |
| "Joche"      | Sigue     | Sigue     | Gana      | Gana      | Gana      | Gana      | Gana      | Gana      | Sigue     | Sigue     | Gana      | Nom.      | Sigue     | Gana      | Gana      | Gana      | Gana      | Gana      |
| "Junior"     | Sigue     | Sigue     | Gana      | Gana      | Nom.      | Gana      | Sigue     | Nom.      | Nom.      | Nom.      | Gana      | Nom.      | Sigue     | Gana      | Gana      | Gana      | Sigue     | Sigue     |
| Ronny        | No estaba | No estaba | No estaba | No estaba | No estaba | No estaba | No estaba | No estaba | No estaba | No estaba | No estaba | Gana      | Nom.      | Sigue     | Nom.      | Gana      | Sigue     | Sigue     |
| Uri          | Sigue     | Sigue     | Nom.      | Gana      | Nom.      | Gana      | Sigue     | Gana      | Sigue     | Sigue     | Nom.      | Gana      | Nom.      | Gana      | Gana      | Gana      | Gana      | Nom.      |
| Walter       | No estaba | No estaba | No estaba | No estaba | No estaba | No estaba | No estaba | No estaba | No estaba | No estaba | No estaba | No estaba | No estaba | No estaba | No estaba | No estaba | Nom.      | Elim.     |
| Matías       | Nom.      | Sigue     | Gana      | Gana      | Gana      | Gana      | Sigue     | Sigue     | Sigue     | Sigue     | Gana      | Gana      | Sigue     | Sigue     | Nom.      | Nom.      | Elim.     |           |
| Mariano      | No estaba | No estaba | No estaba | No estaba | No estaba | No estaba | No estaba | No estaba | No estaba | No estaba | No estaba | Gana      | Sigue     | Sigue     | Nom.      | Elim.     |           |           |
| Maximiliano  | Sigue     | Sigue     | Gana      | Gana      | Gana      | Gana      | Sigue     | Nom.      | Sigue     | Nom.      | Gana      | Gana      | Nom.      | Nom.      | Gana      | Aband.    |           |           |
| Agustín      | Gana      | Sigue     | Gana      | Gana      | Sigue     | Sigue     | Sigue     | Gana      | Nom.      | Gana      | Gana      | Sigue     | Gana      | Nom.      | Elim.     |           |           |           |
| Giordano     | No estaba | No estaba | No estaba | No estaba | No estaba | No estaba | No estaba | No estaba | No estaba | No estaba | No estaba | Gana      | Sigue     | Elim.     |           |           |           |           |
| Marco        | Gana      | Sigue     | Gana      | Sigue     | Sigue     | Sigue     | Gana      | Gana      | Sigue     | Sigue     | Nom.      | Sigue     | Elim.     |           |           |           |           |           |
| Milenko      | No estaba | No estaba | No estaba | No estaba | No estaba | No estaba | No estaba | No estaba | No estaba | No estaba | No estaba | Elim.     |           |           |           |           |           |           |
| Patricio     | Sigue     | Sigue     | Gana      | Gana      | Gana      | Gana      | Nom.      | Sigue     | Sigue     | Sigue     | Elim.     |           |           |           |           |           |           |           |
| Cristian M.  | Gana      | Sigue     | Gana      | Nom.      | Sigue     | Sigue     | Gana      | Nom.      | Nom.      | Elim.     |           |           |           |           |           |           |           |           |
| Philippe T.  | Sigue     | Sigue     | Gana      | Nom.      | Gana      | Gana      | Sigue     | Sigue     | Elim.     |           |           |           |           |           |           |           |           |           |
| Esteban      | Gana      | Sigue     | Gana      | Gana      | Sigue     | Gana      | Nom.      | Elim.     |           |           |           |           |           |           |           |           |           |           |
| Diego        | Sigue     | Nom.      | Gana      | Gana      | Gana      | Gana      | Elim.     |           |           |           |           |           |           |           |           |           |           |           |
| Óscar        | Gana      | Sigue     | Gana      | Nom.      | Sigue     | Aband.    |           |           |           |           |           |           |           |           |           |           |           |           |
| Philip M.    | Sigue     | Sigue     | Nom.      | Gana      | Gana      | Aband.    |           |           |           |           |           |           |           |           |           |           |           |           |
| Sergio       | Gana      | Nom.      | Gana      | Sigue     | Elim.     |           |           |           |           |           |           |           |           |           |           |           |           |           |
| Tomás        | Sigue     | Sigue     | Gana      | Elim.     |           |           |           |           |           |           |           |           |           |           |           |           |           |           |
| Ramiro       | Gana      | Nom.      | Elim.     |           |           |           |           |           |           |           |           |           |           |           |           |           |           |           |
| Danny        | Sigue     | Elim.     |           |           |           |           |           |           |           |           |           |           |           |           |           |           |           |           |
| Christián A. | Elim.     |           |           |           |           |           |           |           |           |           |           |           |           |           |           |           |           |           |

1. ↑  El primer episodio fue una introducción a las reglas del juego, la protagonista y los participantes.
2. ↑  Si bien en este período no hubo ningún pretendiente eliminado, concluye con la eliminación de Jennifer.

     Participante "veinteañero".

     Participante "cuarentón".

     Ganó una cita individual con Jennifer.

     Ganó una cita individual con Dominique.

     Ganó una cita individual con Jennifer y otra con Dominique.

     Ganó cita grupal con Jennifer.

     Ganó cita grupal con Dominique.

     Ganó una cita grupal con Jennifer y otra con Dominique.

     Ganó una cita grupal y estuvo en riesgo.

     Ganó una cita individual y estuvo en riesgo.

     Pretendiente que fue escogido como posible eliminado.

     Ganó una cita grupal y fue eliminado.

     Pretendiente eliminado

     Pretendiente que abandona la competencia voluntariamente. 

     Pretendiente expulsado por transgredir las normas. 

     Pretendiente que no se encuentra en competencia. 

## Recta final
| Pretendiente | Episodios | Episodios | Episodios | Episodios | Episodios | Episodios | Episodios |
| Pretendiente | 58-60     | 61-62     | 63        | 64        | 65        | 66-69     | 70        |
| ------------ | --------- | --------- | --------- | --------- | --------- | --------- | --------- |
| "Joche"      | Gana (2)  | Gana      | Sigue     | Sigue     | Gana      | Gana      | Gana      |
| Bernardo     | Nom.      | Gana      | Gana      | Sigue     | Gana      | Gana      | 2.º       |
| Uri          | Gana (2)  | Gana      | Gana      | Gana      | Gana      | 3.º       |           |
| "Junior"     | Nom.      | Sigue     | Sigue     | Nom.      | Elim.     |           |           |
| Carlos       | Nom.      | Nom.      | Nom.      | Elim.     |           |           |           |
| Ronny        | Nom.      | Gana      | Elim.     |           |           |           |           |
| Enzo         | Sigue     | Elim.     |           |           |           |           |           |
| Eduardo      | Elim.     |           |           |           |           |           |           |

     Pretendiente "veinteañero".

     Pretendiente "cuarentón".

     Ganó una cita individual con Dominique.

     Pretendiente que fue escogido como posible eliminado.

     Pretendiente eliminado.

     Pretendiente semifinalista.

     Pretendiente finalista.

     Tercero en 40 ó 20.

     Subcampeón de 40 ó 20.

     Ganador de 40 ó 20.

## Problemas de índice de audiencia
Debido a la baja considerable del índice de audiencia del programa, durante la segunda semana se decidió reducir las emisiones de 4 semanales a 3. Durante la semana 3, al no existir alza, se redujo a 2 y se movió del horario prime a la segunda franja nocturna, es decir, aproximadamente a las 23:30, y además se evaluó la decisión de incorporar nuevos participantes masculinos con personalidades más llamativas, al igual que una nueva mujer protagonista. De este modo, Dominique Gallego terminó incorporándose a 40 ó 20, para disputar con Jennifer su cupo en la casa. Los pretendientes decidieron eliminar a Jennifer, a pesar de haber compartido sólo una semana con Gallego. También se evaluó la posibilidad de que el reality acorte su período de duración de 3 meses. Tras la llegada de una nueva princesa y un giro del programa hacia mayores conflictos en la convivencia, el índice de audiencia subió, por lo que alargaron el programa e incluso realizaron un nuevo casting, donde Gallego seleccionó a nuevos concursantes que entraron al programa.[cita requerida]